# Bing Crosby Sings Cole Porter Songs
Bing Crosby Sings Cole Porter Songs – album kompilacyjny piosenkarza Binga Crosby’ego z 1949 roku zawierający wykonane przez niego utwory Cole’a Portera.

## Lista utworów
Autorem wszystkich piosenek jest Cole Porter.
Utwory znalazły się na czteropłytowym albumie o prędkości 78 obr./min, Decca Album No. A-691.
| Tytuł                        | Data nagrania    | Czas |
| Pierwsza płyta:              |                  |      |
| „Begin the Beguine”          | 3 maja 1944      | 3:32 |
| „Night and Day”              | 11 lutego 1944   | 3:10 |
| Druga płyta:                 |                  |      |
| „I’ve Got You Under My Skin” | 24 grudnia 1947  | 2:56 |
| „Easy to Love”               | 24 grudnia 1947  | 2:20 |
| Trzecia płyta:               |                  |      |
| „Just One of Those Things”   | 21 stycznia 1945 | 3:09 |
| „I Love You”                 | 11 lutego 1944   | 2:35 |
| Czwarta płyta:               |                  |      |
| „Rosalie”                    | 3 grudnia 1947   | 2:21 |
| „I Never Realized”           | 10 sierpnia 1936 | 2:40 |